# Catherine Eliza Somerville Stow

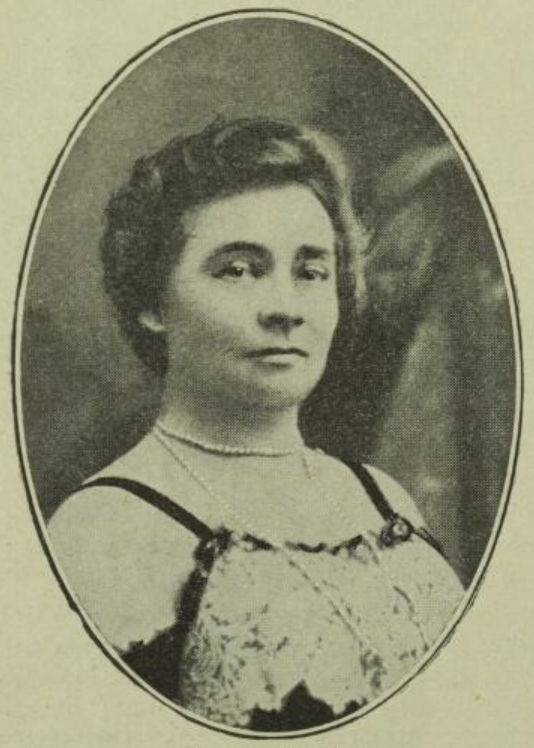
K. Langloh Parker, 1912

Catherine Eliza Somerville Stow, geborene Somerville Field, in erster Ehe verheiratete Parker, als K. (Katie) Langloh Parker schreibend (* 1. Mai 1856 an der Encounter Bay, South Australia; † 27. März 1940 Glenelg, Adelaide, South Australia), war eine australische Schriftstellerin, die Ende des 19. Jahrhunderts im Norden von New South Wales lebte. Sie ist vor allem dafür bekannt, dass sie die Geschichten der Yuwaalaraay, einem Aborigines-Volk ihrer Umgebung aufzeichnete. Ihre Berichte gehören zu den besten Zeugnissen über die Glaubensvorstellungen und Geschichten der Aborigines im Nordwesten von New South Wales zu dieser Zeit. Allerdings spiegeln ihre Berichte die damalige europäische Sichtweise wider.

## Leben
Parker war die Tochter des Viehzüchters Henry Field und seiner Frau Sophia, Tochter des Reverend Ridgway Newland. Henry Field gründete die Marra Station in der Nähe von Wilcannia am Darling River in New South Wales, wo Parker aufwuchs. Der Umzug brachte der Familie sowohl Wohlstand als auch Leid. Bei einem Unfall im Januar 1862 ertranken ihre Schwestern Jane und Henrietta, während Katie Parker von ihrer Yuwaalaraay-Amme Miola gerettet wurde. Als Anerkennung dafür wurde Miola in die Familie aufgenommen und zusammen mit den anderen Kindern der Fields zur Schule geschickt. Die Familie zog 1872 zurück nach Adelaide.
Im Jahr 1875, als sie mit 18 Jahren volljährig wurde, heiratete sie ihren ersten Ehemann, Langloh Parker, der 16 Jahre älter war als sie. Im Jahr 1879 zogen sie auf sein Anwesen Bangate Station in der Nähe von Angledool, auf dem Land der Yuwaalaraay am Narran River. Langloh Parkers Besitz umfasste 87.000 ha Land und etwa 100.000 Schafe und Rinder. Er fand auch Zeit, als Richter in Walgett zu arbeiten. In den folgenden zwei Jahrzehnten sammelte Parker viele der Geschichten und Legenden der Yuwaalaraay, die ihre Bücher füllen und sie berühmt machen sollten. Nachdem eine Dürre die Region heimgesucht hatte, musste die Farm aufgegeben werden. Die Parkers zogen 1901 nach Sydney, wo bei Langloh Parker Krebs diagnostiziert wurde, an dem er zwei Jahre später starb. Parker reiste nach England und heiratete 1905 den Anwalt Percival Randolph Stow, den Sohn des Richters am Supreme Court of South Australia Randolph Isham Stow. Das Paar kehrte schließlich nach Australien zurück und ließ sich im Vorort Glenelg in Adelaide nieder, wo Parker bis zu ihrem Tod im Jahr 1940 lebte.
Parker verfügte über recht gute Kenntnisse der Sprache der Yuwaalaraay. Um aber Fehler zu vermeiden, nahm sie für ihre Erzählungen und Berichte Rückgriff auf ihre Aborigines-Informanten. Sie holte Informationen über eine Legende von einem Ältesten ein und ließ dann die englische Version von einem Einheimischen, der besser Englisch sprach als die Ältesten, zurückübersetzen, damit diese dann eventuelle Fehler korrigieren konnten. Der Dolmetscher übersetzte dann die überarbeitete Version, die sie niederschrieb, und ließ den schriftlichen Bericht dem älteren Informanten zur endgültigen Bestätigung seiner Richtigkeit vorlesen.
Ihr erster Ausflug in die Ethnografie, Australian Legendary Tales: folklore of the Noongahburrahs as told to the Piccaninnies, erschien 1896 als Teil einer Reihe über Fairy Tales of the British Empire („Märchen des Britischen Empire“). Zwei Jahre später folgte More Australian Legendary Tales. Der schottische Schriftsteller und Anthropologe Andrew Lang schrieb für beide Werke Vorworte, und vielleicht war es sein Rat und seine Ermutigung, die sie schließlich dazu veranlassten, den Klassiker zu schreiben, für den sie am bekanntesten ist: The Euahlayi Tribe: A study of Aboriginal life in Australia, das 1905 erschien. Dieses Werk, wie auch ihre früheren Bücher, wurde von der damaligen Fachwelt sehr positiv aufgenommen. In Rezensionen wurde gelobt, dass sie die Erzählungen der Ältesten unverfälscht und ohne fantasievolle Ergänzungen wiedergegeben habe.
Über die Verwendung ihrer Ethnografie reflektierend, äußerte sie lebhafte Skepsis, dass Material über Ureinwohner mit deren Mithilfe umgeschrieben werden könne, um es einer modernen Theorie anzupassen, ohne die wissenschaftliche Distanz zu der unmittelbaren Welt der Beobachteten zu verlieren:

„I dare say little with an air of finality about black people; I have lived too much with them for that. To be positive, you should never spend more than six months in their neighbourhood; in fact, if you want to keep your anthropological ideas quite firm, it is safer to let the blacks remain in inland Australia while you stay a few thousand miles away. Otherwise, your preconceived notions are almost sure to totter to their foundations; and nothing is more annoying than to have elaborately built-up, delightfully logical theories, played ninepins with by an old greybeard of a black, who apparently objects to his beliefs being classified, docketed, and pigeon-holed, until he has had his say.“

„Ich wage es kaum, mit endgültiger Gewissheit über Schwarze zu sprechen; dafür habe ich zu viel Zeit mit ihnen verbracht. Um positiv zu bleiben, sollte man nie länger als sechs Monate in ihrer Nachbarschaft leben; wenn man seine anthropologischen Vorstellungen festigen will, ist es sogar sicherer, die Schwarzen im Landesinneren Australiens zu lassen, während man selbst ein paar tausend Meilen entfernt bleibt. Andernfalls werden die fundierten Theorien, die man sich mühsam aufgebaut hat, mit ihrer reizvollen Logik, mit Sicherheit ins Wanken geraten, und nichts ist ärgerlicher, als wenn ein alter grauhaariger Schwarzer, der offenbar Einwände dagegen hat, dass seine Überzeugungen klassifiziert, katalogisiert und in Schubladen gesteckt werden, mit diesen Theorien Kegel spielt, bis er sich ausgesprochen hat.“

Sie schließt mit Zustimmung zu einer Kritik von Michel de Montaigne am europäischen Selbstverständnis, man sei aufgeklärter als „die Wilden“, weil man „Gesetze“ habe, die angeblich die Natur widerspiegeln würden, anstatt zuzugegeben, dass sie ebenso Ergebnis von „Bräuchen“ seien. Missionare unter den Aborigines würden verkennen, dass die Ureinwohner, die sie von ihren „Bräuchen“ abkehren wollten, sich viel strenger an Gesetze hielten als die Christen, und dass die Missionare ebenso Opfer ihrer eigenen Bräuche seien wie die Ureinwohner, unter denen sie missionierten.
Ihre Bücher wurden im 20. Jahrhundert vergessen, und erst in den letzten Jahrzehnten wurden ihre Werke wiederentdeckt und untersucht, entweder kritisch als Verkörperung der Mängel der kolonialen Ethnographie oder als frühes Beispiel für feministische Ansätze in der Anthropologie.
Parker verfasste mehrere weitere kleinere Werke, darunter ein Kochbuch (Kookaburra Cookery Book, 1911), das sich als sehr beliebt erwies; Walkabouts of Wur-run-nah (1918) und Woggheeguy: Australian Aboriginal Legends (1930). Ihre Erinnerungen an das Leben auf der BangateStation, My Bush Book, wurden erst posthum veröffentlicht, herausgegeben von ihrer Biografin Marcie Muir.